# Fernando Gaitán
Fernando Gaitán Salom (Bogotá, 9 de novembro de 1960 — Bogotá, 29 de janeiro de 2019) foi um roteirista e produtor de telenovelas e séries de televisão colombiano.
Produziu algumas telenovelas da televisão colombiana, entre elas Yo soy Betty, la fea, considerada pelo Livro dos Recordes como a telenovela mais bem sucedida da história, por ser transmitida em mais de 100 países, e ser dublada em mais de 15 idiomas e 22 adaptações.

## Biografia
Fernando Gaitán Salom nasceu em 9 de novembro de 1960 em Bogotá, na Colômbia, sendo filho de Julio Enrique Gaitán e María Teresa Salom.
Ele fez sua primeira comunhão no Colégio Washington e se formou na escola de ensino médio León Greiff em 1979. Neste mesmo ano, Gaitán começou a sua carreira como roteirista no jornal El Tiempo, que acabou por fazer parte da equipe de unidade investigativa. Em 1976, conheceu Esperanza González, que futuramente se tornaria a sua esposa.
Aos 22 anos se introduziu ao mundo da televisão, escrevendo roteiros para game shows e a partir daí, começa a escrever telenovelas, como Azúcar. Em 1994, escreveu a telenovela Café, con aroma de mujer, novela que o lançou para a fama, tendo várias adaptações no México.
Em 1998, teve o maior erro de sua carreira com Carolina Barrantes. Apesar disto, logo se recuperou e em 1999 foi mundialmente reconhecido pela telenovela Yo soy Betty, la fea, adaptada em vários países do mundo.
Em 2006 Gaitán estreou na RCN, com uma telenovela intitulada Hasta que la plata nos separe, que fez um grande sucesso  e várias adaptações em alguns países.
Fernando Gaitán foi nomeado vice-presidente de produções da RCN em 2009 e escreveu uma nova telenovela, chamada Profesión: bruja., versão mexicana de A Corazón Abierto para a TV Azteca.

## Morte
Gaitán faleceu em 29 de janeiro de 2019, vitima de um infarto.

## Filmografia

### Autor
- La fuerza del poder.
- La quinta hoja del trébol.
- Laura por favor - Série.
- 1989 - Azúcar (segunda parte) - Telenovela.
- 1992 - la hacienda de mi hermana, está muerta
- 1994 - Café, con aroma de mujer Telenovela.
- 1996 - Guajira - Telenovela.
- 1998 - Carolina Barrantes - Telenovela.
- 1999 - Yo soy Betty, la fea - Telenovela.
- 2001 - Ecomoda - Série.
- 2006 - Hasta que la plata nos separe - Telenovela.
- 2010 - A Corazón Abierto - Telenovela.
- 2011 - Profesión: bruja.[14][15]
- 2011 - A Corazón Abierto - Versão Mexicana

### Produtor executivo
- 2006 - Ugly Betty